# Rolando Rivi
Pour les articles homonymes, voir Rivi.
Rolando Rivi, né le 7 janvier 1931 à Castellarano et mort le 13 avril 1945  à Monchio, est un jeune séminariste italien, assassiné par des miliciens communistes pour avoir refusé d'abandonner sa soutane. Reconnu martyr de la foi par l'Église catholique, il est vénéré comme bienheureux, et fêté le 13 avril.

## Biographie
Né au sein d'une famille rurale, Rolando Rivi perçoit rapidement sa vocation à la prêtrise. En 1942, âgé de 11 ans, il entre au séminaire. Dès lors, il porte la soutane, qu'il gardera jusqu'à sa mort. En 1944, les soldats allemands occupent le séminaire. Rolando est alors contraint de rentrer chez lui. Il continue ses études sous la direction du curé de sa paroisse. 
Sa dévotion et son goût pour les études attirent les jeunes du village, qui se réunissent autour de lui. Il organise alors un catéchisme. Le 10 avril 1945, dans un contexte marqué par l'anticléricalisme, il est capturé par les miliciens communistes. Face à son refus constant d'abandonner sa soutane, Rolando Rivi est torturé pendant trois jours, puis emmené dans la forêt où il est abattu de deux balles dans la tête, le 13 avril suivant. Il avait alors 14 ans.

## Béatification et canonisation
- 2006 : ouverture de la cause en béatification et canonisation.
- 27 mars 2013 : François (pape) lui reconnaît le titre de martyr de la foi et signe le décret de béatification.
- 5 octobre 2013 : cérémonie de béatification célébrée au Palais des Sports de Modène par le cardinal Angelo Amato au nom de François (pape).

Il est fêté le 13 avril d’après le Martyrologe romain.

## Sources
- (it) Andrea Tornielli, « Presto beato il seminarista ucciso dai partigiani », sur La Stampa, 28 mars 2013 (consulté le 27 février 2016).
- (en) Andrea Gagliarducci, « The First Beatified Seminarian: Rolando Rivi, a Martyr for the Faith », sur ncregister.com, 10 octobre 2013 (consulté le 27 février 2016).
- Anita Bourdin, « Rolando Rivi, modèle de foi pour les jeunes de 14 ans : Béatification à Modène », sur zenit.org, 6 octobre 2013 (consulté le 27 février 2016).